# Régis Rothenbühler
Régis Rothenbühler (Neuchâtel, 1970. október 11. –) svájci válogatott labdarúgó.
A svájci válogatott tagjaként részt vett az 1996-os Európa-bajnokságon.